# Skjød Sogn
Skjød Sogn er et sogn i Favrskov Provsti (Århus Stift).
I 1800-tallet var Skjød Sogn anneks til Lyngå Sogn. Skjød hørte til Houlbjerg Herred i Viborg Amt, og Lyngå hørte til Sabro Herred i Aarhus Amt. Trods annekteringen var Skjød en selvstændig sognekommune. Den blev ved kommunalreformen i 1970 indlemmet i Hammel Kommune, som ved strukturreformen i 2007 indgik i Favrskov Kommune.
I Skjød Sogn ligger Skjød Kirke.
I sognet findes følgende autoriserede stednavne:
- Brundt (bebyggelse, ejerlav)
- Brundt Mark (bebyggelse)
- Kirkeskov Huse (bebyggelse)
- Kvolbæk (bebyggelse, ejerlav)
- Lindgårde (bebyggelse, ejerlav)
- Skjød (bebyggelse, ejerlav)
- Skjød Udflyttersteder (bebyggelse)
- Sølvsten (bebyggelse)
- Sølvsten Damme (vandareal)
- Tinning Skov (bebyggelse)
- Torup (bebyggelse, ejerlav)